# せん (食品)
せんは対馬の保存食。サツマイモを発酵させたデンプンや食物繊維からなり、乾燥した状態で数年間保存できる。
せんだんごや六兵衛などの材料となる。

## 概要
「せん」という単語は、対馬をはじめ石見や阿蘇、屋久島などの方言で「デンプン」を意味し、特に対馬では「イモのデンプン」を指す。せんは、破砕したサツマイモを水に漬けてから乾燥、水簸などの工程を経てデンプンを取り出し、乾燥させて作る。また、原料であるサツマイモの約半分にあたる6%ほどの食物繊維が含まれる。かつては小型だったり傷がついたりして食用になりにくいものを有効利用するために作られていたが、2010年前後の調査では大型のサツマイモが原料に使われている。

## 歴史
対馬は全島の89%が標高200 - 300mの山地であり、田畑などの耕地の比率はわずか1.5%に過ぎない。このため米や麦の生産量は少なく、江戸時代にはたびたび飢饉が起こり、武士であってもドングリを採集して食料とするほどだった。そのような状況下で、正徳5年（1715年）に郷士の原田三郎右衛門が薩摩国からサツマイモの種イモを持ち帰ると、気候が適していたこともあって栽培は島内の山畑などで急速に広がり、孝行いもと呼ばれた。収穫したサツマイモの50 - 60%はそのまま食用とし、残りのうち中～大型のイモは干しいもに、小型のものはせんに加工する風習が生まれたという。
20世紀中盤まで対馬全域でせんは作られていたが、21世紀になると製造者は島内に点在する程度まで減少している。その原因としては、食料が豊富になり手間をかけてせんを作る必然性が低下したこと、製造者である農家の後継者不足、全島で増加したイノシシによるサツマイモや乾燥中のせんの食害などが挙げられている。

## 製法
収穫が終わって寒さの厳しくなる11月から12月にかけてサツマイモを洗い、臼で粉砕する。かつては足踏み式の唐臼が使われていたが近年では機械臼が用いられているほか、スライサーで板状に切り出すケースもある。桶の上に乗せた目の粗いざるにイモを入れ、水を交換しながら数日間水に漬けて発酵させる。桶の底にデンプンが沈殿するので、これを水で数回洗ってから乾燥させると「生せん」または「白せん」ができる。ざるに残ったイモは、平板の上で厚さ7 - 8mmにならして広げ、屋外で10 - 40日ほどかけてさらに発酵させる。
平板に乗せて数日経つと、イモの外側は乾燥してひび割れ、内部は乳酸菌などによる発酵が進行して黄褐色になり、土壁のような臭気を発する。また、地域によっては板を使わず藁を敷いた籠に入れて20 - 30日かけて発酵させる。これをソフトボールぐらいの大きさに丸めて団子にし、板や床の上に並べて寒ざらしして1 - 2ヶ月かけて乾燥させ、発酵の最終的な工程とする。1ヶ月ほど経つと表面は固く乾燥してひび割れ、暗褐色になる。
この状態で水を張った桶に入れ、毎日水を換えながら3 - 5日漬けてあくを抜く。あくが抜けきって水が透明になったら臼などで細かく砕き、桶の水に漬けて良く揉むとデンプンが出てくる。浮いてくるイモの皮や繊維を上澄み水ごと取り除き、さらに目の粗いざるに通して細かい繊維なども除く。底に白い沈殿物だけが残るようになったら、デカンテーションを行って水を流出させ、晒を敷いた容器に沈殿物を移す。一晩経つと粘土ぐらいの固さになるので、指でつまんで乾燥しやすい鼻型の団子にして屋外で乾燥させ、完成となる。全ての工程が完了するのは1月から3月頃となり、十分乾燥させたせんは数年間保存できる。

## 調理
せんはそのままでは食用にならず、以下のような料理に用いて食べる。下記の例のほか、ぜんざいなどにする事もある。

### せんだんご
対馬の代表的な団子。せんを水に漬けて戻し、耳たぶぐらいの固さに練って碁石大のサイズに丸める。熱湯でゆで、黒砂糖かハチミツをかけて食べるほか、汁物にする事もある。なお、鼻型に成形して乾燥させたせんをせんだんごと呼ぶ事も多く、言葉の定義は厳密ではない。

### ろくべえ
せんを水に漬けて戻し、粘りが出るまでこねて、穴の並んだ箱（ろくべえ突き）に入れる。熱湯の中に生地を押し出し、ゆで上げて水ですすぎ、うどんのようにして食べる。一度ゆでてから箱に入れて押し出す場合もある。太さはうどんと同等だが食感は冷麺に近く、喉越しがよくツルっとしている。

### せんもち
せんに加水し、餅米粉を20 - 30%加えてこね、蒸してから臼でつく。あっさりとしているのが特徴。

### せんちまき
せんに熱湯を加えて耳たぶぐらいの固さまでこね、餡を入れてサルトリイバラの葉で包んで蒸す。対馬でちまきと言えばこれを指し、祝い事などで作る。